# Marlon Ramsey
Marlon Ramsey (ur. 11 września 1974 w Galveston) – amerykański lekkoatleta specjalizujący się w długich biegach sprinterskich.

## Sukcesy sportowe
Największy sukces na arenie międzynarodowej odniósł w 1995 r. w Göteborgu, zdobywając wspólnie z Derkiem Millsem, Butchem Reynoldsem i Michaelem Johnsonem złoty medal mistrzostw świata w biegu sztafetowym 4 x 400 metrów. W 1996 r. zdobył brązowy medal halowych mistrzostw Stanów Zjednoczonych w biegu na 400 metrów.

## Rekordy życiowe
- bieg na 200 metrów – 20,61 – College Station 09/05/1996
- bieg na 400 metrów – 44,74 – Knoxville 03/06/1995
- bieg na 400 metrów (hala) – 45,86 – Atlanta 02/03/1996